# Перузински рат
Перузински рат је назив за грађански рат у Римској републици који је вођен 41. и 40. године п. н. е. 

## Рат
Након формирања Другог тријумвирата и битке код Филипа којом је окончан грађански рат против Ослободиоца, тријумвири су поделили интересне сфере. У новој подели, Италија је припала Октавијану. Октавијан је у Италији био принуђен да опрости некима који су се у рату против Ослободиоца налазили на другој страни. Уз њега су остали Марко Агрипа и Цилније Мецена. Први који је организовао отпор против Октавијана у Италији био је Антонијев брат Луције. Уз њега је био и Маније који је замењивао Антонија у Италији. Они су тражили право да одређују вође колонија. У побуни је учествовала и Антонијева жена Фулвија. На страну устаника прешао је и Гај Азиније Полион, знаменити војсковођа и познати историчар.
Побуњеници су затражили од мавретанског краља Бокха да интервенише у Шпанији и тамо задржи римску војску и команданта. Преговарало се и са командантима ветеранских легија у Тенум Сидицинуму. Брзом интервенцијом верних легија из Хиспаније, Октавијан је релативно лако угушио Луцијеве снаге и натерао их да уточиште потраже у Перузији. Након опсаде, преостале снаге су се предале. Октавијан је Фулвији поштедео живот како не би ушао у сукоб са Марком Антонијом и тиме изазвао распад тријумвирата. 